# Tawkwetili
Tawkwetili (gruz. თავკვეთილი) – wygasły wulkan w Górach Samsarskich, o wysokości 2583 m n.p.m.  
Wulkan znajduje się w Gruzji, w regionach Samcche-Dżawachetia i Dolna Kartlia na południu kraju. Ze względu na młody wiek (ostatnie erupcje miały miejsce ok. 10 tysięcy lat temu) stożek jest doskonale zachowany a wewnątrz znajduje się wyraźny krater. Góra jest zbudowana z law andezytowych i andezytowo-dacytowych.